# Jumping All Over the World
Jumping All Over the World ist das dreizehnte Studioalbum der deutschen Dance-Band Scooter. Es wurde am 30. November 2007 auf Scooters Eigenlabel Sheffield Tunes veröffentlicht. Es orientiert sich stark am Jumpstyle und beinhaltet viele Cover-Versionen, Samples und Adaptionen bereits bekannter Lieder und Melodien aus verschiedensten Musikrichtungen.
Das Album wurde im Jahr 2007 in den Sheffield Underground Studios von den Scooter-Mitgliedern H. P. Baxxter, Rick J. Jordan, Michael Simon sowie Jens Thele produziert. Diejenigen Liedtexte, die nicht von anderen Künstlern übernommen wurden, schrieb H. P. Baxxter. Als Tontechniker fungierten Rick J. Jordan und Michael Simon.
Eine Spezialedition des Albums enthält eine zweite CD, auf der 20 Top-Ten-Hits von Scooter zu finden sind. Jumping All Over the World ist das zweite Scooter-Album, das im selben Jahr wie sein Vorgänger erschien. Das Cover wurde vom Designer Marc Schilkowski gestaltet. Es zeigt die Schemen von drei tanzenden Jumpstylern vor einer verschwommen wahrnehmbaren Leuchtreklame.
Am 30. April 2008 wurde das Album „Jumping All Over the World“ in England veröffentlicht und stieg am 11. Mai auf Platz 1 in die offiziellen britischen Albumcharts ein. Es verdrängte dabei das Album Hard Candy von Madonna von Platz 1, welches eine Woche lang an der Chartspitze gestanden hatte.
Der Erfolg ist insofern eine Überraschung, als Scooter 2003 in England das letzte Album veröffentlicht hatte und dort bisher keines ihrer Alben in den Top 10 der Charts landete.

## Titelliste
1. The Definition – 1:25
2. Jumping All Over the World – 3:48
3. The Question Is What Is the Question? – 3:46
4. Enola Gay – 3:59
5. Neverending Story – 3:52
6. And No Matches – 3:31
7. Cambodia – 5:23
8. I’m Lonely – 4:02
9. Whistling Dave – 3:39
10. Marian (Version) – 4:55
11. Lighten Up the Sky – 6:19
12. The Hardcore Massive – 4:25
13. The Greatest Difficulty – 0:20

## Musik
Das Intro Definition ist das bekannte Menuett von Luigi Boccherini aus dem Streichquintett op. 13, Nr. 5. Dazu liest eine weiblich klingende Computerstimme den englischen Wikipedia-Artikel „Jumping“ („Springen“) vor.
Das nächste Lied, Jumping All Over the World, benutzt ein Sample von A Glass of Champagne der britischen Popgruppe Sailor, zudem auch noch die Melodie von „Rock Civilization“ des niederländischen Hardstyle DJs Headhunterz. Zu einem Jumpstyle-Beat singt eine kindliche Stimme den Refrain, während H. P. Baxxter als MC fungiert und dabei den Beat von Zany & Tatankas Werk „Front 2 Back“ imitiert.
The Question Is What Is the Question?  ist eine Adaption des Liedes How Do You Do der niederländischen Gruppe Mouth & MacNeal aus dem Jahr 1972. Der Refrain des Liedes wird gepitcht und verzerrt gesungen und mit Scooter-typischem Sprechgesang ergänzt.
Enola Gay benutzt die Grundmelodie von Orchestral Manoeuvres in the Dark 1980er-Hit Enola Gay zu einem Technobeat und dem vielfach wiederholten Ausspruch Hardstyle, Baby, unterbrochen von einem gesungenen Refrain.
Neverending Story ist eine Coverversion von Limahls Neverending Story. Giorgio Moroder hatte dieses Lied als Titelsong für die Verfilmung von Michael Endes Die unendliche Geschichte aus dem Jahr 1984 geschrieben.
And No Matches benutzt den Refrain der Hitsingle Big, Big World der Schwedin Emilia aus dem Jahr 1998. Der Text wurde so abgeändert, dass er zum Thema Jumpstyle passt.
Cambodia, englisch für Kambodscha, besteht aus den Grundmelodien von Kim Wildes gleichnamigen Lied aus dem Jahre 1981. Dazu ertönt ein treibender Jumpstyle-Beat. Es werden dazu keine Vocals verwendet.
I’m Lonely ist weitgehend ein Cover des Jumpstylestücks Lonely des belgisch-niederländischen Technotrios Felix Project. In den langsamen Teilen wird zu Klavierbegleitung ein Lied gesungen.
Whistling Dave benutzt die Melodie von Korobeiniki, einem russischen Volkslied, das durch das Spiel Tetris bekannt wurde.
Marian (Version) ist eine Coverversion des 1985er-Lieds Marian der englischen Rockband The Sisters of Mercy. Das Lied ist ruhiger und düsterer als die vorhergegangenen und benutzt keinen Jumpstyle-Beat.
Lighten Up the Sky ist ein hartes, energetisches Hardstyle-Stück und greift auf die Melodie des Trance-Stücks „Torrent“ von Dave 202 zurück.
Das letzte Lied vor dem Outro, The Hardcore Massive, sampelt das Stück Fuck the System vom niederländischen DJ-Duo Showtek.
Das Outro The Greatest Difficulty besteht wiederum aus Boccherinis Menuett.

## Singleauskoppelungen
Aus dem Album wurden vier Singles ausgekoppelt, The Question Is What Is the Question?, And No Matches, Jumping All Over the World und I’m Lonely.
Die Maxi-CD zu The Question Is What Is the Question?, die bereits vor dem Album am 10. August 2007 erschien, enthielt eine Radio-Version, einen Clubmix und eine Extended-Version sowie den Bonustrack The Fish Is Jumping. Auf der am 23. November erschienenen Single And No Matches war ein Videoclip zum Lied sowie als Bonus das Lied Up in Smoke zu finden.
Am 9. Januar 2008 kam die dritte Single Jumping All Over the World heraus. Neben den regulären Radio-, Club- und Extendedversionen sind als Bonusmaterial zwei Stücke dabei, die nicht auf dem Album enthalten sind, Tribal Tango and B.O.B. Das Video zur Single wurde in Japan, Australien, Indien, England, Frankreich, Tunesien und Russland gedreht. Im Clip vollführt H. P. Baxxter vor schwarzem Hintergrund seinen Sprechgesang, dazwischen werden Impressionen von Scooter-Auftritten und Jumpstylern rund um die Welt gezeigt.
Die vierte Singleauskopplung, I’m Lonely, hatte am 28. März bei einem Open-Air-Festival von Viva live Weltpremiere. Der Auftritt wird teilweise im zugehörigen Musikvideo gezeigt. Am 28. April 2008 stieg der Song auf Platz 9 in die deutschen Singlecharts ein.